# João Lyra
João José Pereira de Lyra (Recife, 17 de junio del 1931-Maceió, 12 de agosto de 2021) fue un político, abogado y empresario brasileño.

## Carrera política
Fue senador federal desde 1989 hasta 1991. En 2006 se presentó a las elecciones a la gobernación del estado de Alagoas y obtuvo el 30,51 % de los votos, quedando muy por detrás del ganador, Teotônio Vilela Filho.